# Chiesa di San Giovanni Battista (Marcaria)
La chiesa di San Giovanni Battista è la parrocchiale di Marcaria, in provincia e diocesi di Mantova; fa parte del vicariato foraneo Santa Famiglia di Nazareth.

## Storia
La primitiva pieve di Marcaria, posta presso il cimitero, viene menzionata per la prima volta nel 1037 come plebs de Marcareia . Nel XVI secolo fu edificata una nuova chiesa nel centro del paese e la parrocchialità fu ivi trasferita. L'attuale parrocchiale venne costruita tra l'agosto del 1708 ed il dicembre del 1722. L'edificio fu poi ristrutturato nel 1793. Da un documento redatto in quell'anno s'apprende che i fedeli erano 900, saliti a 1200 nel 1843 e scesi a 1162 nel 1900. Nel frattempo, all'inizio del XIX secolo, era stato edificato il campanile e nel 1887 la chiesa, dopo essere stata a capo del vicariato di Marcaria per secoli, passò a quello di Campitello, per poi venir riaggtegata al vicariato d'origine nel 1894. Nel 1967 il vicariato di Marcaria fu nuovamente soppresso e la chiesa risulta attualmente compresa nel vicariato della Santa Famiglia di Nazareth. Tra il 1979 ed il 1980 il tetto dell'edificio fu restaurato. Il terremoto dell'Emilia del 2012 danneggiò la chiesa, e, allora, si rese necessaria una ristrutturazione, terminata il 2 settembre 2017 con la riapertura al culto della parrocchiale.